# Patharghata Upazila
Patharghata Upazila är ett underdistrikt i Bangladesh. Det ligger i den södra delen av landet, 190 km söder om huvudstaden Dhaka. 
Runt Patharghata Upazila är det tätbefolkat, med 319 invånare per kvadratkilometer.